# Парад (филм)
Парад е сръбска комедия от 2011 година. Филмът прави дебюта си на фестивала Берлинале, а впоследствие се превръща в касов филм в Сърбия и страните от бивша Югославия.
Филмът разглежда обединението на бивши участници в Югославските войни (сред които сърби, хървати, бошняци и албанци) с цел да охраняват гей парад от нео нацисти и други екстремисти.
В България филмът е показван на София Филм Фест.

## Сюжет
Филмът разглежда опита на ЛГБТ организация да проведе гей парад в Белград. За да успее в начинанието си организацията наема бивши военни, занимавали се с престъпления, които да охраняват парада. Като благодарност един от членовете на организацията обещава да организира сватбата на Лимон (Никола Койо), който е главен организатор на защитата им.

## Препратки към други филми
Във филма неколкократно се прави препратка към Бен-Хур, като се повтаря тезата на Гор Видал, че историята между Бен-Хур и Месала има хомосексуален подтекст.